# Valentina Cernoia
Valentina Cernoia (* 22. Juni 1991 in Manerbio) ist eine italienische Fußballspielerin. Sie steht derzeit bei der AC Mailand unter Vertrag und spielte 2013 erstmals für die italienische Nationalmannschaft.

## Karriere

### Vereine
Valentina Cernoia begann im Alter von acht Jahren bei der AC Quinzanese mit dem Fußballspielen. Ab 2002 spielte sie dann bei Virtus Manerbio, wo sie die Möglichkeit hatte, in einer Mädchenmannschaft zu spielen. Im Jahr 2008 wechselte sie zur ACF Brescia und stieg mit der Mannschaft 2009 in die erste Liga auf. 2015 wurde sie Kapitänin der Mannschaft. Im Jahr 2017 wechselte sie zur neu gegründeten Frauenfußballabteilung von Juventus Turin. Ihren Vertrag dort verlängerte sie 2022 bis Sommer 2024. Im Sommer 2023 wechselte sie ligaintern zur AC Mailand.

### Nationalmannschaft
Cernoia spielte zunächst für die italienische U-17-Mannschaft und U-19-Mannschaft. Für die italienische Nationalmannschaft kam sie erstmals am 31. Oktober 2013 bei einem Spiel gegen Spanien im Rahmen der Qualifikation zur Fußball-Weltmeisterschaft 2015 zum Einsatz. Mit der Nationalmannschaft nahm sie an der Fußball-Europameisterschaft der Frauen 2017, dem Zypern-Cup 2019, der Fußball-Weltmeisterschaft der Frauen 2019 und dem Algarve-Cup 2022 teil. Bei der Fußball-Europameisterschaft der Frauen 2022 kam sie nur im letzten Gruppenspiel zum Einsatz.

## Erfolge
ACF Brescia
- Serie A: 2013/14, 2015/16
- Coppa Italia: 2012/13, 2014/15, 2015/16
- Supercoppa Italiana: 2014, 2015, 2016

Juventus Turin
- Serie A: 2017/18, 2018/19, 2019/20, 2020/21, 2021/22
- Coppa Italia: 2018/19, 2021/22, 2022/23
- Supercoppa Italiana: 2019, 2020, 2021

Auszeichnungen
- Team des Jahres der Serie A: 2019, 2020, 2021
- Premio Bulgarelli Number 8: 2020/21